# 布法羅 (內布拉斯加州)
布法羅（英語：Buffalo）是位於美國內布拉斯加州道生縣的非建制地區。

## 歷史
布法羅的郵局於1896年設立，其後於1957年停運。

## 地理
布法羅所處的海拔為高於海平面784米（即2572英呎），而該地所採用的時區為UTC-6，即北美中部时区（CST）。同時該地設有夏令時間，為UTC-6調快一小時，即UTC-5（CDT）。